# Prčevac
Koordinati:   43°43′23″N, 15°41′20″E
Prčevac je majhen nenaseljen otoček v Jadranskem morju, ki pripada Hrvaški.
Prčevac leži okoli 0,7 km severno od zaliva Medoš na otoku Kaprije. Površina otočka meri 0,072 km². Dolžina obalnega pasu je 0,99 km. Najvišji vrh je visok 33 mnm.